# Соловьёвка (станция)
Соловьёвка — недействующая железнодорожная станция Сахалинского региона Дальневосточной железной дороги. Расположена в селе Соловьёвке Сахалинской области. Является одной из старейших железнодорожных станций на Сахалине.

## История
- 1906 год — открыта в составе пускового участка Южно-Сахалинск — Соловьёвка. В 1907 году в связи с открытием участка Соловьёвка — Новик станция перестала быть тупиковой.
- 1 апреля 1943 года — в связи с включением Южного Сахалина в состав внутренних территорий станция переподчинена Министерству железных дорог Японии
- Август 1945 года — в ходе советско-японской войны занята Красной Армией.
- 1 февраля 1946 года — де-юре исключена из состава японских железных дорог.

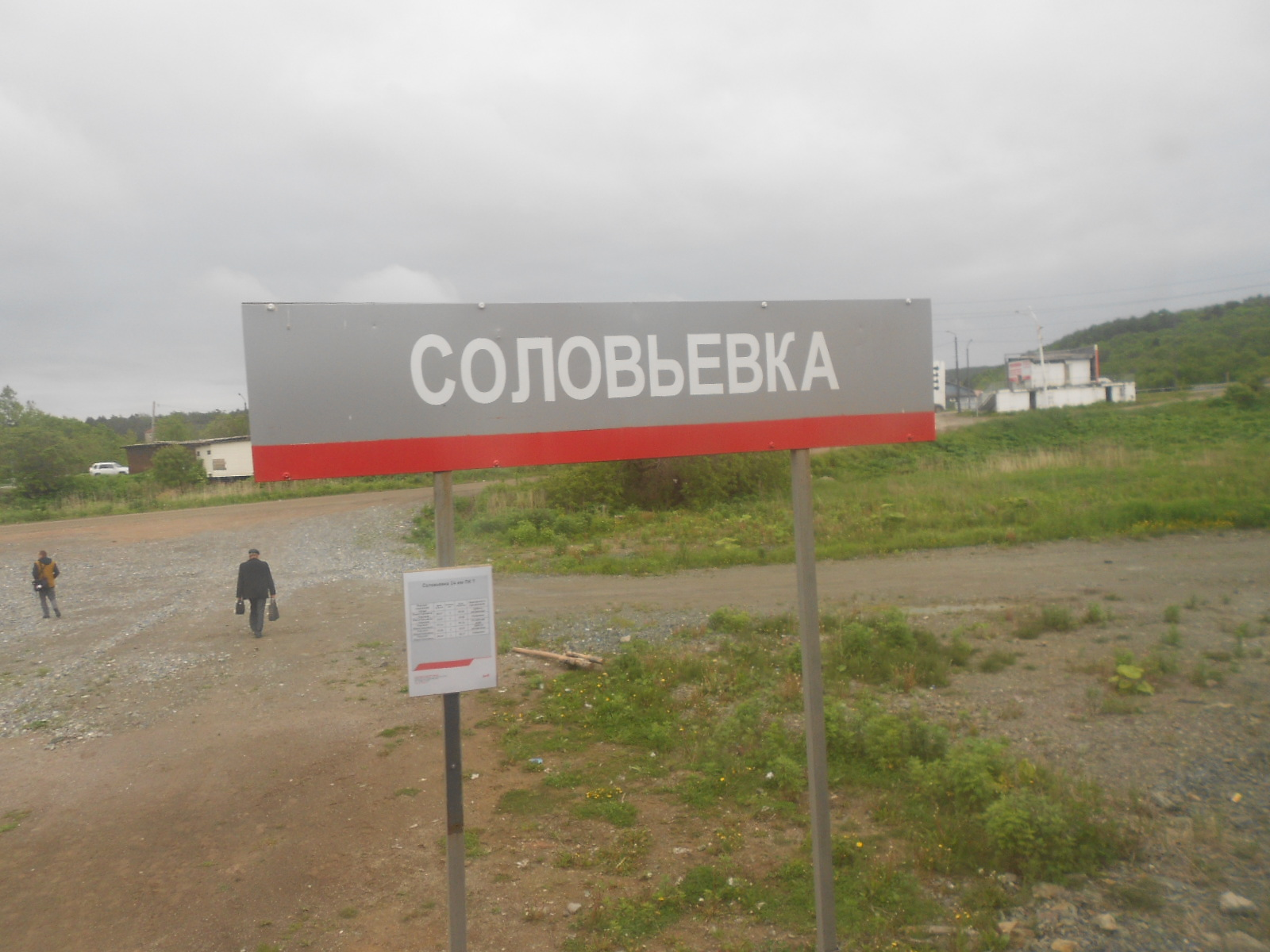

- 1 апреля 1946 года — включена в состав советских железных дорог под названием Соловьёвка.

## Деятельность
Пассажирское сообщение по станции периодически отменяется. До 2007 года (с перерывами) курсировали две пары дизель-поездов Д2 Южно-Сахалинск — Корсаков, в 2009—2011 годах до Корсакова продлевался дизельный экспресс № 121/122 Томари — Корсаков (с 2011 года укорочен обратно до Южно-Сахалинска). Данный поезд в Христофоровке не останавливался.
На июль 2015 года пригородное движение существует по маршруту Корсаков (Пять углов) — Южно-Сахалинск дважды в сутки.